# البلوتونيوم في البيئة
منذ أواسط القرن العشرين، أُحدث البلوتونيوم في البيئة دائما من النشاطات البشرية.أول المفاعلات التي تنتج البلوتونيوم لأجل الاستخدام في القنابل الذرية في الحرب الباردة وكانت في موقع هانفورد في واشنطن، والمفاعل النووي في ماياك (Mayak)،في روسيا.خلال مدة أربعة عقود كلا الدولتين أطلقتا أكثر من 200 مليون كوري (وحدة) من النظائر المشعة في البيئة المحيطة وتعادل ضعف الكمية التي أصدرت في كارثة تشيرنوبيل على سبيل المثال.
غالبية النظائر المشعة للبلوتونيوم تكون عمرها قصير على الستوى العمر الجيولوجي، ولذلك كان هناك بعض الجدال حول وجود البلوتونيوم الطبيعي، مثل النظير 244Pu مديد العمر، يمكن إيجاده في الطبيعة. هذا النظير تم إيجاده في التربة القمرية والأحجار النيزكية وأوكلو المفاعل الطبيعي. القنابل الذرية التي تختبر مسوؤلة عن 66% من 239Pu و59% من 240Pu الموجودة في بحر المانش، بينما المعالجة النووية هي المسوؤل الأكبر عن وجود 238Pu و241Pu في قيعان المحيطات(اختبار الأسلحة النووية مسوؤلة عن ترسب 6.5 و16.5% من هذه المركبات).